# No. 224 Squadron RAF
Il No. 224 Squadron RAF della Royal Air Force ha svolto il servizio sia nella prima guerra mondiale che nella seconda guerra mondiale.
È stato formato il 1º aprile 1918, ad Alimini, in Italia da parte del n. 66 Wing di Otranto del RNAS, equipaggiato con il de Havilland Airco DH.4. 
L'11 maggio 1918 lo Squadron RAF ha iniziato le operazioni di bombardamento contro Cattaro che era la principale base navale austro-ungarica nell'Adriatico e sede degli U-Boot tedeschi. Si sperava che ciò avrebbe ridotto gli attacchi alle navi alleate nell'area. Questo è stato un bel viaggio, che ha comportato un volo di 400 miglia di andata e ritorno sul mare dalla loro base ad Otranto. Il primo attacco oggi è stato effettuato da sei DH4 che hanno sganciato bombe da 230 libbre e 100 libbre su sottomarini e cacciatorpediniere nel porto. Sono state avvistate esplosioni, ma gli attacchi non sembrano aver avuto un impatto complessivo sulla campagna sottomarina. Uno dei bombardieri è atterrato con problemi al motore e l'equipaggio è stato fatto prigioniero.
Il 28 maggio 1918 velivoli de Havilland Airco DH.4 hanno bombardato la base navale nemica di Cattaro, rovesciandovi sopra una tonnellata e mezza di esplosivi. Uno dei DH.4 si capovolse in atterraggio ai Laghi Alimini.
Nel giugno del 1918 fu equipaggiato con il de Havilland Airco DH.9 usato per missioni di bombardamento contro obiettivi in Albania e Montenegro. Il mattino del 13 giugno, velivoli da bombardamento inglesi si recavano per due volte sulla piazzaforte di Cattaro, lanciando cadere 1100 chilogrammi di esplosivo sui diversi obiettivi militari. Fatti segno al fuoco intenso delle batterie antiaeree ed attaccati da numerosi apparecchi da caccia facevano tutti ritorno incolumi alla base.
A settembre è stato suddiviso in n. 496, 497 e 498 Flights. Lo squadron si trasferì a Taranto nel dicembre 1918, sciogliendosi lì nel maggio 1919.
Il 1º febbraio 1937, lo squadron si riformò a Manston, un miglio a nord-ovest di Ramsgate, quando il No. 48 Squadron RAF fu rinumerato. Poi si trasferì a Boscombe Down, vicino a Amesbury e fu equipaggiato con gli Avro 652A Anson per compiti di ricognizione. Nell'agosto del 1938 lo squadrone si trasferì a Leuchars e dal maggio del 1939 iniziò a transitare con il Lockheed Hudson.
Lo squadron si trasferì a Limavady, vicino a Derry, nell'aprile del 1941, a Saint Eval, 6,5 km a sud-ovest di Padstow (Cornovaglia settentrionale), nel dicembre del 1941. Nel febbraio del 1942 tornò a Limavady e si trasferì a Tiree nell'aprile del 1942, dove si convertì in B-24 Liberator. Nel settembre del 1942 lo squadron si trasferì; prima a Beaulieu (Hampshire), poi a Saint Eval nell'aprile del 1943 ed a Milltown, 5,8 km a nord-est di Elgin, in Scozia nel settembre del 1944. Lo squadron tornò a St Eval nel luglio del 1945 dove si convertì sugli Avro 683 Lancaster nell'ottobre del 1946. Lo squadron si sciolse il 10 novembre 1947.
Lo squadron si riformò il 1º marzo 1948 alla RAF Aldergrove, 7,1 km a sud di Antrim (Regno Unito), equipaggiato con gli Handley Page Halifax. Nel 1951 fu equipaggiato con gli Avro 696 Shackleton ed operò dalla RAF di Gibilterra dall'agosto del 1951, fino allo scioglimento il 31 ottobre 1966. Durante questo periodo i suoi compiti principali furono la sorveglianza marittima della NATO e le funzioni di ricerca e soccorso all'interno dell'Area marittima di Gibilterra. Quest'area copriva gran parte dell'Atlantico orientale e del Mediterraneo occidentale.

## Mezzi aerei impiegati
- 1918 - 1919 Airco DH.4
- 1918 - 1919 Airco DH.9
- 1937 - 1939 Avro 652A Anson
- 1939 - 1942 Lockheed Hudson
- 1942 - 1946 B-24 Liberator
- 1946 - 1947 Avro 683 Lancaster
- 1948 - 1952 Handley Page Halifax
- 1951 - 1966 Avro 696 Shackleton[1]